# Ampulicidae
Los ampulícidos (Ampulicidae) son una familia pequeña (unas 200 especies) de himenópteros apócritos. En inglés se las llama avispas de las cucarachas ("cockroach wasps").
Es un grupo principalmente tropical de avispas apoideas. Son avispas parásitas, todas usan cucarachas como presas para alimentar a sus larvas. Tienen mandíbulas alargadas, una constricción semejante a un cuello detrás de la cabeza, canaletas en el tórax y un abdomen con un pecíolo marcado. Muchas se parecen a las hormigas otras tienen un brillante color azul o verde esmeralda.
La mayoría de las especies pican a la cucaracha y le inyectan su veneno. Después caminan marcha atrás arrastrando a su presa hasta llegar al nido. A veces se ha observado que la cucaracha no está muerta sino paralizada. Almacenan el nido con una o varias cucarachas y luego de depositar un huevo lo cierran con material vegetal.
Se destaca la especie Ampulex compressa, también llamada avispa esmeralda, por su comportamiento con las presas. Inyecta un veneno generalizado que debilita a la cucaracha y después inyecta un segundo veneno cuidadosamente en el cerebro de su víctima con el cual la cucaracha queda paralizada pero capaz de movimientos automáticos. Luego procede a cortar la mayor parte de las antenas. Tomando los muñones con sus mandíbulas va guiando a la cucaracha la cual la sigue caminando hasta su cueva. Allí, deposita un huevo. La larva se alimenta de la cucaracha paralizada pero viva. Emerge como adulto.

## Ecología
Esta familia frecuentemente tratada como la subfamilia Ampulicinae de las Sphecidae, contiene especies que rara vez cavan madrigueras, sino que utilizan cavidades naturales para nidos, que están provistos de cucarachas inmaduras. Por ejemplo, el comportamiento de Dolichurus stantoni ataca a ninfas de varios géneros de cucarachas. Las ágiles cucarachas son localizadas por la hembra que agarra una con un cerco o pierna, y luego la pica en la garganta o en el tórax. Como solo se produce una parálisis parcial, la cucaracha puede continuar con movimientos lentos.  Luego, la avispa agarra una antena cerca de la base y lleva o arrastra a la presa al nido. La hembra coloca a la presa en el nido y pone un huevo de forma bastante oblicua sobre una de las coxas centrales. Después de la eclosión en 1-2 días, el período de alimentación de las larvas se completa en 4-5 días. D. stantoni se introdujo en Hawái desde Filipinas en 1917, y se estableció bien.[cita requerida]

## Evolución
Actualmente se conocen alrededor de 10 000 especies de avispas excavadoras como parte de la superfamilia Apoidea rica en especies. La sinapomorfia más obvia de Apoidea es el lóbulo pronotal redondeado. Apoidea se divide en Anthophila monofilético (abejas) y avispas apoide parafilético. Este último comprende Ampulicidae, Crabronidae, Heterogynaidae y Sphecidae.
Los análisis filogenéticos y moleculares recientes sugieren que Ampulicidae es la hermana del resto de Apoidea genes nucleares codificadores de proteínas y ribosoma 28S]; Sin embargo, la evidencia contradictoria sobre las relaciones filogenéticas dentro de las avispas apoides sigue sin resolverse.
Se pueden observar instintos complejos de cuidado de la descendencia en representantes de las familias de avispas de cucarachas (Pompilidae), avispas excavadoras (Sphecidae) y ampulicidas (Ampulicidae). Aunque cada una de estas familias surgió, obviamente, de forma independiente, la evolución de los instintos fue paralela, y por tanto su forma de vida es bastante similar. 
Para la segunda etapa de la evolución de los instintos de las avispas solitarias, es característico que la avispa primero cava un hoyo y solo después de eso sale a cazar. Gracias a esto, la avispa ya puede cazar varias víctimas. Las ventajas de esto son obvias, ya que los insectos pequeños son más comunes en la naturaleza. El huevo se pone sobre la primera víctima. Esta forma de vida es típica de ampulícidas y muchas avispas excavadoras: Ammophila, Sphex maxillosus, Tachysphex, Trypoxylon, Sceliphron, Cerceris. A continuación, algunos ejemplos.
Dolichurus stantoni prepara a las cucarachas para sus larvas. Dependiendo del tamaño de la presa, la hembra del dolicurus sella una o dos cucarachas en la madriguera.[cita requerida]

## Sistemática
La clasificación de Ampulicidae sigue el cataálogo de Sphecidae de Wojciech J. Pulawski, California Academy of Sciences:
Ampulicinae
- Ampulicini
  - Ampulex – 132 especies, distribución mundial
  - Trirogma – 7 especies en Asia

Dolichurinae
- Aphelotomini
  - Aphelotoma – 8 especies en Australia
  - Riekefella – 1 especie en Australia
- Dolichurini
  - Dolichurus – 50 especies, distribución mundial
  - Paradolichurus – 4 especies en el Nuevo Mundo